# Kroninek
Kroninek – jezioro w Polsce w woj. warmińsko-mazurskim, w powiecie szczycieńskim, w gminie Pasym.

## Opis
Owalne jezioro ułożone na osi północny zachód – południowy wschód. Brzegi na przemian strome i płaskie. Otoczenie stanowią podmokłe łąki i pola uprawne, gdzieniegdzie podmokłe. Dostęp do tafli jeziora jest trudny. Zbiornik jest wyraźnie w stanie zaniku poprzez zarastania.
Wędkarsko zaliczane jest do typu linowo-szczupakowego. Hydrologicznie jezioro jest otwarte, połączone: na północy z Jegłami poprzez Kanał Elganowski, na południu z Jeziorem Leleskim.
Dojazd ze Szczytna drogą krajową nr 53 w stronę Olsztyna do miejscowości Pasym. Stąd drogą powiatową nr 26601 na północny wschód w stronę Grzegrzółek.
Jezioro leży na terenie obwodu rybackiego jeziora Kalwa w zlewni rzeki Łyna – nr 19.

## Dane morfometryczne
Według danych Instytutu Rybactwa Śródlądowego powierzchnia zwierciadła wody jeziora wynosi 14,6 ha, a maksymalna głębokość – 4,2 m.
Inne dane uzyskano natomiast poprzez planimetrię jeziora na mapach w skali 1:50 000 według Państwowego Układu Współrzędnych 1965, zgodnie z poziomem odniesienia Kronsztadt. Otrzymana w ten sposób powierzchnia zbiornika wodnego to 16,0 ha.

## Hydronimia
Według urzędowego spisu opracowanego przez Komisję Nazw Miejscowości i Obiektów Fizjograficznych (KNMiOF) nazwa tego jeziora to Kroninek. W różnych publikacjach jezioro to występuje pod nazwą Krominek.